# Willemijn Posthumus-van der Goot

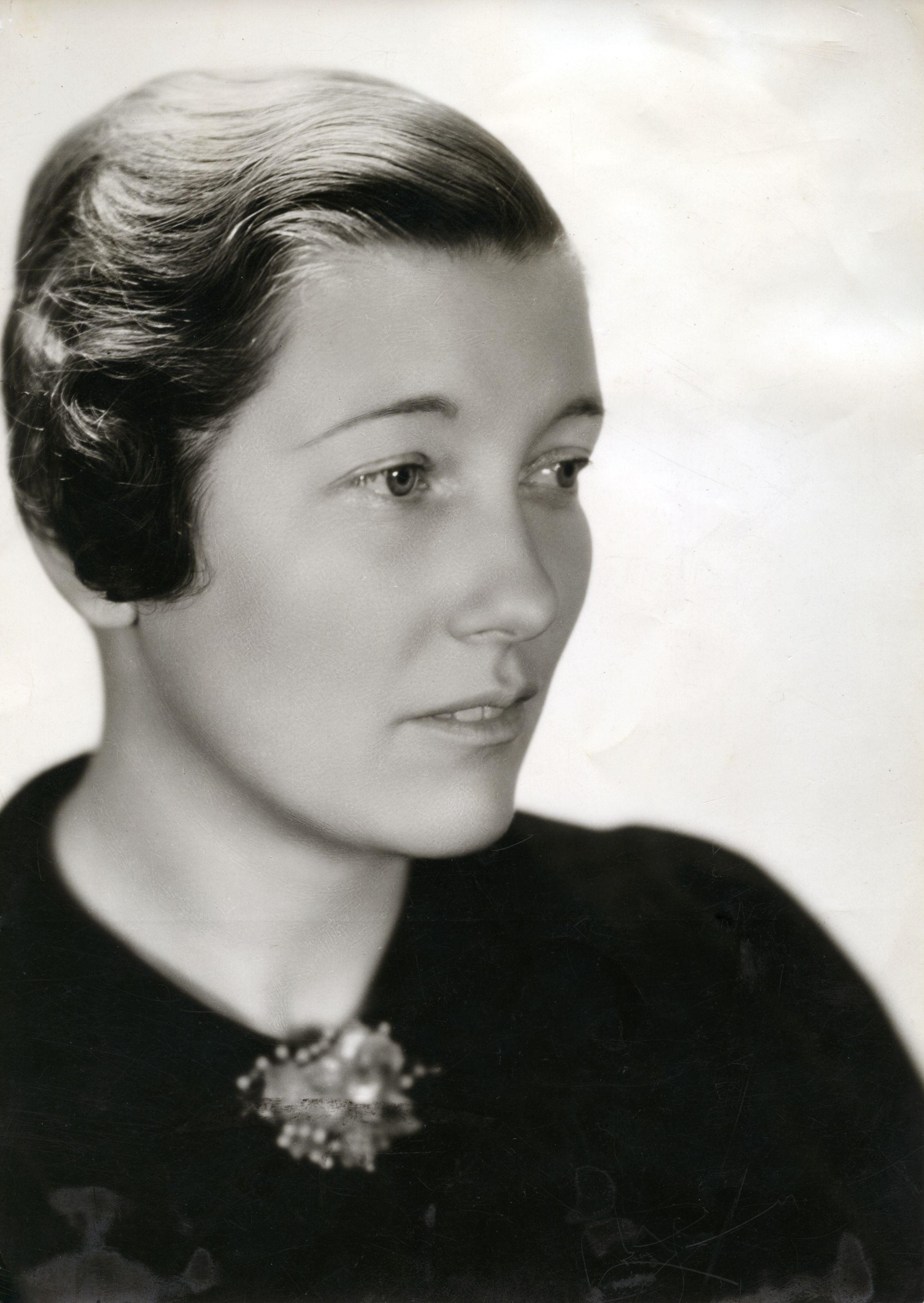
Willemijn Posthumus-van der Goot

Willemijn Posthumus-van der Goot, eigentlicher Name: Willemien Hendrika van der Goot; Rufname: „Lil“, „Willy“ (* 2. Mai 1897 in Pretoria, Südafrika; † 16. Januar 1989 in Amsterdam), war eine niederländische Publizistin, Autorin, Feministin, Redakteurin und die erste Frau in den Niederlanden, die zum Doktor in Ökonomie promovierte.

## Leben
Van der Goot war die Tochter des Ingenieurs Fiepko van der Goot und der Hausfrau Elisabeth Marijna Castens. Aufgewachsen in Batavia (Niederländisch-Indien), heute Jakarta, besuchte sie die Hogere Burger School (HBS) und ging, wahrscheinlich zwischen 1914 und 1919, in die Schweiz in ein Internat. Ab 1919 studierte sie in Rotterdam an der Nederlandsche Handels Hoogschool und am 11. Dezember 1930 promovierte sie mit einer Dissertation über Wirtschaftswissenschaft.
Sie konzentrierte sich mehr auf Fakten und Statistiken, weniger auf
Theorien. „Es ist wichtig, um Energie für Arbeit an der Basis zu verwenden. Dann bekommt man letztendlich soviel indirekte Macht, dass die Politik nicht mehr um einen herum kann“. Ab 1913 unterstützte Willemijn Posthumus-van der Goot ihren Ehemann, Nicolaas Wilhelmus Posthumus, bei der Ausarbeitung von statistischen Dokumenten.
In den 1930er Jahren sollte ein Gesetz eingeführt werden, das vorsah, bezahlte Arbeit für verheiratete Frauen zu verbieten. Zusammen mit einer Freundin organisierte W.P.-van der Goot eine Briefkartenkampagne gegen den Gesetzesentwurf. Unter anderem konnte die Protestaktion verhindern, dass dieses Gesetz eingeführt wurde. Ihr Beweggrund, in der Frauenbewegung aktiv zu werden, war ihre Überzeugung, dass die modernen Frauen viel den früheren Feministinnen zu verdanken hatten und die jüngeren Frauen die Initiative übernehmen sollten. Zu ihrem Bekanntenkreis zählten unter anderem Rosa Manus, Jane de Jong, Johanna Naber, Aletta Jacobs und Mies Boissevain-van Lennep. Im Zweiten Weltkrieg half W.P-van der Goot zusammen mit M.B.-van Lennep jüdischen Kindern, den Verfolgungen der Nationalsozialisten zu entkommen.

## Wirken
1930 wurde Willemijn Posthumus-van der Goot Mitglied der Niederländischen Vereinigung für Frauenangelegenheiten und gleiche Staatsbürgerschaft („Nederlandsche Vereeniging voor Vrouwenbelangen en Staatsburgerschaft“, VVGS). In den 1930er Jahren wurde sie in der Frauenbewegung aktiv und organisierte mit anderen Frauen eine Konferenz über die Frage, wie niederländische Frauen ihre Position in der Gesellschaft sahen. Die Konferenz fand im Januar 1935 in Bilthoven statt und führte zur Gründung des Jongeren Werk Comite (JWC). W.P.-van der Goot wurde später erste Präsidentin des JWC. Im Dezember 1935 gründete sie zusammen mit Rosa Manus und Johanna Naber das Internationaal Archief voor de Vrouwenbeweging („Internationales Archiv für die Frauenbewegung“, IAV), das später den Namen „Internationaal Instituut en Archief voor de Vrouwenbeweging“ (IIAV) erhielt und seit 2009 Aletta, Institut für Frauengeschichte heißt. Zwischen 1935 und 1936 war sie Redakteurin der Zeitschrift De Groene Amsterdammer. Neben ihren zahlreichen Veröffentlichungen hatte sie die Leitung verschiedener Radioprogramme bei der AVRO, mit unter anderem Korte Gesprekken van Vrouw tot Vrouw („Kurze Gespräche von Frau zu Frau“), inne. Als Autorin und Redakteurin wurde sie hauptsächlich durch ihre Mitarbeit an dem Buch über die Geschichte der niederländischen Frauenbewegung, Van moeder op dochter: Het aandeel van de vrouw in een verandernde wereld („Von der Mutter zur Tochter: Der Frauenanteil in einer sich verändernden Welt“, 1948), bekannt.
Als Gründerin und Mitarbeiterin des IAV wurde W. Posthumus-van der Goot 1940 von den Nationalsozialisten verhört. Das Archivmaterial des IAV wurde konfisziert und nach Deutschland gebracht.
Für W.P.-van der Goot hatten Frauen eine bedeutende Rolle bei der Erhaltung des Friedens. 1967 gründete sie eine Abteilung innerhalb der International Peace Research Organisation mit dem Namen „International Scientific Institute for Feminine Interpretation“ (ISIFI). Die International Organisation of Radio Women wurde 1950 von ihr gegründet und 1951 das Adviesbureau van Vrouw tot Vrouw
(„Beratungsstelle von Frauen für Frauen“). Darüber hinaus war sie aktiv tätig bei der Organisation Nederlandsche Vereniging van Huisvrouwen („Niederländische Vereinigung von Hausfrauen“), der Vereniging voor Vrouwen met Akademische Opleiding („Vereinigung für Frauen mit akademischer Ausbildung“), dem Bond van Vrouwen werkzaam in Bedrijf en Beroep und dem Nederlands Vrouwen Initiatief Comite Wereldjaar Internationale Samenwerking (etwa: „Niederländische Fraueninitiative und Komitee für das Weltjahr internationaler Zusammenarbeit“).

## Würdigungen
- Zusammen mit ihrem Ehemann und ihrer Schwester Annie Diaz-van der Goot erhielt Willemijn Posthumus-van der Goot 2008 postum die Auszeichnung Gerechter unter den Völkern (Rechtvaardige onder der volkeren), verliehen von der Yad Vashem-Kommission.[6][7][8]
- 1982 wurde Willemijn Posthumus-van der Goot zum Officier in de Orde van Oranje Nassau ernannt.

## Veröffentlichungen (Auswahl)
- De besteding van het inkomen. Het indexcijfer van de kosten van levensonderhoud (1930)
- Statistische gegevens betreffende de vrouw in Nederland (1937)
- Onderzoek naar den arbeid der gehuwde vrouw in Nederland (1938)
- Vrouwen vochten voor de vrede (1961)
- Vrede met een menselijk gezicht (1973)
- Een brief voor U (Um 1950 bis 1964)
- Van moeder op dochter: Het aandeel van de vrouw in een verandernde wereld (Mitarbeit und Redakteurin).